# یو کوشیکاوا
یو کوشیکاوا (انگلیسی: Yu Koshikawa؛ زادهٔ ۳۰ ژوئن ۱۹۸۴) یک بازیکن والیبال اهل ژاپن عضو تیم ملی والیبال ژاپن و باشگاه جی تی تاندرز است.
کوشیکاوا در قهرمانی آسیا ۲۰۰۵ امتیازآورترین بازیکن مسابقات شد.

## باشگاه
| باشگاه              | کشور    | سال       |
| دبیرستان فنی اوکایا | ژاپن    | –         |
| سانتوری سانبیردز    | ژاپن    | ۲۰۰۳–۲۰۰۹ |
| پادوا               | ایتالیا | ۲۰۰۹-۲۰۱۲ |
| سانتوری سانبیردز    | ژاپن    | ۲۰۱۲–۲۰۱۳ |
| جی تی تاندرز        | ژاپن    | ۲۰۱۴–     |